# Săruri topite
Sărurile topite sunt lichide formate din săruri care sunt lichide într-un anumit interval de temperatură. În unele contexte se consideră lichide ionice sărurile topite la temperaturi de sute de grade Celsius. Există insă și lichide ionice la temperaturi moderate în intervalul 0-100 grade Celsius. Exemple ar fi etilaminonitratul etilaminonitrat sau lichide ionice magnetice. Se folosesc la reactorii cu neutroni rapizi.